# Katarzyna Zaroślińska
Katarzyna Zaroślińska est une joueuse de volley-ball polonaise née le 3 février 1987 à Gorzów Wielkopolski. Elle mesure 1,87 m et joue au poste d'attaquante. Elle totalise 56 sélections en équipe de Pologne.

## Clubs
| Club                     | De        | À         |
| ------------------------ | --------- | --------- |
| SMS PZPS Sosnowiec       | 2002-2003 | 2005-2006 |
| LTS Legionovia Legionowo | 2006-2007 | 2006-2007 |
| Skra KPS Bełchatów       | 2007-2008 | 2007-2008 |
| KPSK Stal Mielec         | 2008-2009 | 2008-2009 |
| Budowlani Łódź           | 2009-2010 | 2010-2011 |
| MKS Dąbrowa Górnicza     | 2011-2012 | 2013-2014 |
| Atom Trefl Sopot         | 2014-2015 | 2015-2016 |
| KPS Chemik Police        | 2016-2017 | 2017-2018 |
| KS Developres Rzeszów    | 2018-2019 | 2019-2020 |
| ŁKS Łódź                 | 2020-2021 | …         |

## Palmarès

### Équipe nationale
- Jeux européen
  - Finaliste : 2015.

### Clubs
- Coupe de la CEV
  - Finaliste : 2015.
- Championnat de Pologne
  - Vainqueur : 2017, 2018.
  - Finaliste : 2013, 2015, 2016, 2020.
- Coupe de Pologne
  - Vainqueur : 2010, 2013, 2012, 2015, 2017.
  - Finaliste : 2016, 2019, 2020.
- Supercoupe de Pologne
  - Vainqueur : 2012, 2013.
  - Finaliste : 2015, 2017.